# Sveti Lovreč
Sveti Lovreč (em italiano:  San Lorenzo del Pasenatico) é um município da Croácia, situado no condado da Ístria. Tem 56,16 km² de área e sua população em 2011 foi estimada em 1.015 habitantes.